# サンクチュアリ/大人の聖域
『サンクチュアリ／大人の聖域』（サンクチュアリ おとなのせいいき）は、日本テレビ（関東ローカル）で2004年10月4日から2005年9月26日まで放送されたトーク番組。JTの一社提供。

## 番組概要
吉田栄作、三村マサカズを司会とし、毎週1名ゲストを招いて、仕事へのこだわりやライフスタイルを語る、
大人の視聴者層をターゲットとした深夜のトーク番組であった。

## 放送時間
- 金曜（木曜深夜）1:29 - 1:59（2004年10月4日 - 2005年3月）
- 火曜（月曜深夜）0:50 - 1:20（2005年4月 - 9月26日）

## 出演者
- 吉田栄作
- 三村マサカズ（さまぁ〜ず）

## スタッフ
- ナレーション：木場剛
- 構成：近藤祐次、堀江利幸、三田卓人
- デスク：堀江有香
- 制作進行：前川泰徳
- 技術協力：ヌーベルバーグ、オムニバス・ジャパン
- 企画協力：ワタナベエンターテインメント
- ディレクター：川俣和也、中津雄太、阿部さちよ
- プロデューサー：加藤孝司、小川明人
- 制作協力：ブームアップ
- チーフプロデューサー：梅原幹
- 製作著作：日本テレビ